# Лекос
Лекос — легендарный первопредок-эпоним «леков». По мнению грузинского филолога А.В. Кикнадзе, Лекос является предком нынешних лезгин.

## Этимология
Леги называются Страбоном «скифами», наряду с гелами. Это не скифы в научном понимании этого термина. Ихилов Михаил Мататович приводит мнение, что кадусии был общим наименованием нескольких родственных племен, в том числе гелов и легов.
Клавдий Птолемей в «Географии» (кн. VI) отождествляет кадусиев и легов, а гелов помещает севернее. Сравнивая все дошедшие фрагменты, Кай Бродерсен высказывает предположение, что в тексте Плиния слово «леги» могло пропасть при копированиях. То есть исходный фрагмент читался как «<…> гелы, леги — которых греки называли кадусиями, <…>».

## Древняя история
Согласно Леонтию Мровели, Лекос был пятым сыном Таргамоса (Фогармы), который «дал Лекану земли от моря Дарубандского до реки Ломека, к северу до Великой реки Хазарети».